# خميس حرب
مركز خميس حرب هو مركز تابع لمحافظة القنفذة التابعة لمنطقة مكة المكرمة، تقع على ساحل البحر الأحمر.

## الموقع
يقع مركز خميس حرب في محافضة القنفذة و يبعد عنها 60 كم شرقاً ويشترك في حدوده الإدارية من الجهة الجنوبية الشرقية مع مركزين من مراكز منطقة عسير ( مركز أحد ثربان ومركز جمعة ربيعه) ويمر من خلاله خط شبه دولي يربط منطقة مكة المكرمة بمنطقة عسير عن طريق محافظات ( المجاردة، بارق، محايل.) ثم منطقة نجران حتى منفذ الوديعة ويسمى الطريق المختصر وأصبح ذات كثافة مرورية كبيره جدا تزداد يوما بعد يوم وخاصة في موسم الإجازات والأعياد

## المناخ
تمتاز أرضه بتنوع التضاريس الجبلية والكثبان الرملية والأرض المنبسطة ويقع  بين وادي شسع من الجهة الشمالية ووادي يبه من الجهة الجنوبية مما اكتسب أهمية كبيرة من ناحية زراعة المحاصيل الزراعية لوفرة المياه وخصوبة أرضه لزراعة كل منتج زراعي وخاصة الموسمية منها مثل الدخن والذرة والسمسم والحبحب

## السكان
يسكن المركز وقراه قبيلة حرب الذي يتجاوز عددها العشرة آلاف نسمة، ويشتهر سكان هذا المركز بالزراعة وتربية المواشي وفي ممارسة التجارة المتنوعة.